# Bonduel
Bonduel è un comune degli Stati Uniti, situato in Wisconsin, nella Contea di Shawano.